# Nemognatha selanderi
Nemognatha selanderi is een keversoort uit de familie van oliekevers (Meloidae). De wetenschappelijke naam van de soort is voor het eerst geldig gepubliceerd in 1956 door Enns.